# Martin Ohm
Martin Ohm (1792–1872) fue un matemático alemán, hermano menor del físico Georg Simon Ohm. Se doctoró en 1811 en la Universidad de Erlangen-Núremberg, donde su asesor fue Karl Christian von Langsdorf. Ohm fue el primero en desarrollar plenamente la teoría del exponencial ab cuando tanto a como b son números complejos en 1823. También se le da el crédito de haber introducido el nombre de sección áurea (goldener Schnitt)